# Westminster (Louisiane)
Westminster est une census-designated place de la paroisse de Baton Rouge Est, en Louisiane, aux États-Unis. 